# فضای ذهنی
فضای ذهنی (انگلیسی: mental space)، در معنی‌شناسی شناختی، اصطلاحی است که با بهره‌گیری از طرح جهان‌های ممکن مطرح شده‌است.

## فضای ذهنی
فضای ذهنی یک سازه نظری است که توسط ژیل فاوکونیر (Gilles Fauconnier) ارائه شده‌است که مطابق با جهان‌های ممکن در معناشناسی شرطی حقیقت است.
تفاوت اصلی بین یک فضای ذهنی و یک جهان ممکن این است که فضای ذهنی شامل یک بازنمایی وفادار از واقعیت نیست، بلکه یک مدل شناختی ایدئال است.
ساختن فضاهای ذهنی و ایجاد نگاشت بین آن فضاهای ذهنی، دو فرایند اصلی در ساخت معنا هستند. این یکی از مؤلفه‌های اساسی در نظریه ترکیبی ژیل فوکونیه و مارک ترنر (Mark Turner) است که نظریه ای در معنی‌شناسی شناختی است.

## تجربیات جهان خارج در ذهن
فضای ذهنی، محیطی است که انسان بر حسب شناخت خود از جهان خارج و تجربیاتش از این جهان، در ذهن خود می‌سازد.
برای درک بهتر مطلب به این جمله توجه کنید: امروز کامبیز چقدر رنگش پریده.
گوینده جمله برای تولید این جمله و انتقال خبری به مخاطب خود، فضای ذهنی ای را با شرایط امروز کامبیز مقایسه می‌کند.
در آن فضای ذهنی، رنگ کامبیز نپریده‌است و همین فضای ذهنی به وی اجازهٔ چنین مقایسه ای را می‌دهد.

## برای مطالعهٔ بیشتر
- نشانه‌شناسی